# Michael Robinson
Michael John Robinson (Leicester, 12 juli 1958 – Madrid, 28 april 2020) was een Engels voetballer die speelde als spits en uitkwam voor Ierland.

## Spelerscarrière
Nadat hij had gespeeld bij achtereenvolgens Preston North End, Manchester City en Brighton & Hove Albion, kwam hij in 1983 bij Liverpool. In zijn eerste en enige seizoen bij de club werd hij kampioen en won hij daarnaast de League Cup en de Europacup I. In de finale tegen AS Roma kwam in de tweede helft in het veld.
Door de concurrentie van Kenny Dalglish en Ian Rush die hij voorin had, vertrok hij in 1984 naar Queens Park Rangers. In de kwartfinale van de League Cup van 1986 scoorde hij een doelpunt met een schot van zo'n 40 meter tegen rivaal Chelsea.
In januari 1987 vertrok hij naar Spanje. Daar ging hij spelen voor CA Osasuna.
In de zomer van 1989 stopte hij op 31-jarige leeftijd met voetballen.
Robinson heeft 24 interlands voor Ierland gespeeld en scoorde daarin vier keer, maar kwalificeerde zich met Ierland nooit voor een eindtoernooi.

## Mediacarrière
Na zijn voetbalcarrière bleef hij in Spanje wonen. Hij leerde de taal snel en werd een populaire commentator en presentator voor de Spaanse televisie.
Ook deed hij werk als voice-over. Hij sprak bijvoorbeeld de stem in van Doris in de Spaanse versie van de films Shrek 2 en Shrek the Third.

## Ziekte en dood
Op 17 december 2018 maakte Robinson tijdens een radio-uitzending bekend dat er een kwaadaardig melanoom in een vergevorderd stadium was gevonden en uitgezaaid was. Artsen hadden hem verteld dat het 'niet te genezen was'. Hij stierf op 28 april 2020 aan kanker in zijn huis in Madrid, op 61-jarige leeftijd.